# Matheusinho
Matheus Leonardo Sales Cardoso, mais conhecido como Matheusinho (Belo Horizonte, 11 de fevereiro de 1998), é um futebolista brasileiro que atua como meia-atacante e ponta-esquerda. Atualmente, joga no Santa Clara.

## Carreira

### América Mineiro
Nascido em Belo Horizonte, Minas Gerais, Matheusinho ingressou na formação juvenil do América Mineiro em 2011, aos 13 anos. Em 2016, foi promovido ao plantel principal pelo técnico Givanildo Oliveira.
Matheusinho fez sua estreia na equipe em 19 de março de 2016, entrando como substituto no segundo tempo para Tiago Luís na derrota por 2–0 contra o Tombense, pelo Mineiro de 2016. Ele apareceu em mais duas partidas durante o torneio, que o time foi campeão pelo mesmo torneio.
Matheusinho fez seu primeiro jogo no Brasileirão em 2 de junho de 2016, substituindo Alan Mineiro na derrota em casa por 1–2 contra a Ponte Preta. Em 30 de setembro, após já ter se tornado titular do novo técnico Enderson Moreira, renovou seu contrato até 2021.

### Beitar Jerusalem
Mesmo chegando perto de ser o novo reforço do Santos, as negociações não avançaram. Em 18 de setembro de 2020, ele foi transferido para o Beitar Jerusalem e assinou um contrato de 5 anos por uma taxa não revelada.

## Estatísticas
- Atualizado até 15 de abril de 2023[8]

### Clubes
| Clube             | Temporada         | Campeonato nacional[a] | Campeonato nacional[a] | Copa nacional[b] | Copa nacional[b] | Competições continentais[c] | Competições continentais[c] | Outras competições[d] | Outras competições[d] | Total | Total |
| Clube             | Temporada         | Jogos                  | Gols                   | Jogos            | Gols             | Jogos                       | Gols                        | Jogos                 | Gols                  | Jogos | Gols  |
| ----------------- | ----------------- | ---------------------- | ---------------------- | ---------------- | ---------------- | --------------------------- | --------------------------- | --------------------- | --------------------- | ----- | ----- |
| América Mineiro   | 2016              | 18                     | 0                      | 2                | 0                | —                           | —                           | 3                     | 0                     | 23    | 0     |
| América Mineiro   | 2017              | 24                     | 2                      | 0                | 1                | —                           | —                           | 7                     | 1                     | 31    | 3     |
| América Mineiro   | 2018              | 17                     | 2                      | 0                | 0                | —                           | —                           | 0                     | 0                     | 12    | 1     |
| América Mineiro   | 2019              | 31                     | 6                      | 2                | 0                | —                           | —                           | 12                    | 3                     | 45    | 9     |
| América Mineiro   | 2020              | 9                      | 1                      | 1                | 0                | —                           | —                           | 7                     | 0                     | 17    | 1     |
| América Mineiro   | Total             | 99                     | 11                     | 5                | 1                | 0                           | 0                           | 29                    | 4                     | 133   | 16    |
| Beitar Jerusalem  | 2020–21           | 13                     | 2                      | 1                | 0                | —                           | —                           | 0                     | 0                     | 14    | 2     |
| Beitar Jerusalem  | 2021–22           | 1                      | 0                      | 0                | 0                | —                           | —                           | 0                     | 0                     | 1     | 0     |
| Beitar Jerusalem  | Total             | 14                     | 2                      | 1                | 0                | 0                           | 0                           | 0                     | 0                     | 15    | 2     |
| Ashdod            | 2021–22           | 14                     | 1                      | 0                | 0                | —                           | —                           | 0                     | 0                     | 14    | 1     |
| Ashdod            | Total             | 14                     | 1                      | 1                | 0                | 0                           | 0                           | 0                     | 0                     | 14    | 1     |
| Total na carreira | Total na carreira | 127                    | 14                     | 6                | 1                | 0                           | 0                           | 29                    | 4                     | 162   | 19    |

- a. ^ Jogos do Campeonato Brasileiro (Série A e Série B) e Ligat ha'Al
- b. ^ Jogos da Copa do Brasil e Copa do Estado
- c. ^ Jogos da UEFA Cup
- d. ^ Jogos do Campeonato Mineiro (Módulo I), Primeira Liga, torneios e amistosos

## Títulos
América Mineiro
- Campeonato Mineiro: 2016
- Campeonato Brasileiro - Série B: 2017